# Polhillia
Genre
Polhillia est un genre de plantes à fleurs dicotylédones de la famille des Fabaceae, sous-famille des Faboideae, originaire d'Afrique australe, qui comprend six espèces acceptées.

## Étymologie
Le nom générique, « Polhillia », est un hommage à Roger Marcus Polhill (1937-), botaniste britannique des jardins botaniques royaux de Kew, expert en légumineuses.

## Liste d'espèces
Selon The Plant List (20 novembre 2018) :
- Polhillia brevicalyx (C.H.Stirt.) B.-E.van Wyk & A.L
- Polhillia canescens C.H.Stirt.
- Polhillia connatum (Harv.) C.H.Stirt.
- Polhillia involucratum (Thunb.) B.-E.van Wyk & A.L.Sch
- Polhillia pallens C.H.Stirt.
- Polhillia waltersii (C.H.Stirt.) C.H.Stirt.